# Giorgio Scalvini
Giorgio Scalvini, né le 11 décembre 2003 à Chiari, est un footballeur international italien qui évolue au poste de défenseur central à l'Atalanta Bergame.

## Biographie
Giorgio Scalvini est né à Chiari, en province lombarde de Brescia,.

### Carrière en club
Giorgio Scalvini commence à jouer au football à Brescia dès l'âge de 10 ans, avant d'intégrer le centre de formation de l'Atalanta en 2015.
Le 8 novembre 2020, il est appelé une première fois en équipe première bergamasque par Gian Piero Gasperini pour un match de Serie A contre l'Inter Milan. Figurant plusieurs fois dans l'effectif professionnel sans toutefois faire ses débuts, il remporte notamment en revanche la Supercoppa Primavera 2020 (it) avec les moins de 19 ans, titulaire lors de la victoire 3-1 contre l'ACF Fiorentina en finale,,.
Le 24 octobre 2021, Giorgio Scalvini fait ses débuts en équipe première avec l'Atalanta Bergame, entrant en jeu à la 85e minute d'un match nul 1-1 à domicile en Serie A contre l'Udinese,,,.
Le 2 juin 2024, lors d'un match de championnat en retard de la 29e journée contre l'ACF Fiorentina qui se solde par une défaite trois buts à deux, il se blesse au genou gauche à la 81e minute. Après le match, son club annonce qu'il souffre d'une rupture du ligament croisé du genou gauche et qu'il manquera l'Euro 2024 disputé en Allemagne.

### Carrière en sélection
Convoqué une première fois avec les espoirs italiens en novembre 2021, dans le cadre des éliminatoires de l'Euro espoirs,, il fait ses débuts avec la sélection le 16 novembre, étant titularisé en défense centrale pour un match amical contre la Roumanie. Il se met en évidence en délivrant une passe décisive en faveur de son coéquipier Simone Canestrelli.

## Statistiques
Le tableau ci-dessous retrace la carrière de Giorgio Scalvini depuis ses débuts :

### Statistiques détaillées
| Saison                | Club                  | Championnat           | Championnat | Championnat | Championnat | Coupe(s) nationale(s) | Coupe(s) nationale(s) | Coupe(s) nationale(s) | Supercoupe | Supercoupe | Supercoupe | Compétition(s) continentale(s) | Compétition(s) continentale(s) | Compétition(s) continentale(s) | Compétition(s) continentale(s) | Italie | Italie | Italie | Total | Total | Total |
| Saison                | Club                  | Division              | M.          | B.          | P.d.        | M.                    | B.                    | P.d.                  | M.         | B.         | P.d.       | Comp.                          | M.                             | B.                             | P.d.                           | M.     | B.     | P.d.   | M.    | B.    | P.d.  |
| 2021-2022             | Atalanta Bergame      | Serie A               | 18          | 1           | 0           | 1                     | 0                     | 0                     | -          | -          | -          | C1+C3                          | 0+2                            | 0                              | 0                              | 2      | 0      | 0      | 23    | 1     | 0     |
| 2022-2023             | Atalanta Bergame      | Serie A               | 32          | 2           | 2           | 2                     | 0                     | 1                     | -          | -          | -          | -                              | -                              | -                              | -                              | 3      | 0      | 0      | 37    | 2     | 3     |
| 2023-2024             | Atalanta Bergame      | Serie A               | 34          | 1           | 3           | 2                     | 0                     | 0                     | -          | -          | -          | C3                             | 8                              | 1                              | 0                              | 4      | 0      | 0      | 48    | 2     | 3     |
| 2024-2025             | Atalanta Bergame      | Serie A               | 5           | 0           | 0           | 0                     | 0                     | 0                     | 1          | 0          | 0          | C1                             | 1                              | 0                              | 0                              | 0      | 0      | 0      | 7     | 0     | 0     |
| Total sur la carrière | Total sur la carrière | Total sur la carrière | 89          | 4           | 5           | 5                     | 0                     | 1                     | 1          | 0          | 0          | -                              | 11                             | 1                              | 0                              | 9      | 0      | 0      | 115   | 5     | 6     |

## Palmarès
| - Atalanta Bergame - Supercoupe Primavera - Vainqueur : 2020. - Ligue Europa - Vainqueur : 2024. - Coupe d'Italie - Finaliste : 2024. |